# Торквато Фернандес-Міранда
Торквато Фернандес-Міранда Гевія, 1-й герцог Фернандес-Міранда (ісп. Torcuato Fernández-Miranda Hevia; 10 листопада 1915 — 19 червня 1980) — іспанський правник і політик, виконував обов'язки прем'єр-міністра Іспанії в грудні 1973 року після вбивства адмірала Луїса Карреро Бланко.

## Життєпис
Закінчив університет в Ов'єдо. Під час громадянської війни служив у званні лейтенанта в армії франкістів. 1945 року став професором політичного права в alma mater, а в 1951—1954 роках був його ректором. Після цього отримав посаду в міністерстві освіти. 1960 року йому доручили політичну освіту принца Хуана Карлоса, якого Франсіско Франко обрав своїм наступником. 1966 року Фернандес-Міранда став професором політичного права Мадридського університету Комплутенсе.
За часів франкістського режиму обіймав різні державні посади: був членом національної ради партії Національний рух, депутатом кортесів, членом Державної ради, від 1969 року — міністром-генеральним секретарем Національного руху, від 1973 року — заступником голови уряду. Після вбивства бойовиками ЕТА прем'єр-міністра Луїса Карреро Бланко Фернандес-Міранда впродовж 10 днів виконував обов'язки голови уряду. Вважався одним з основних кандидатів на той пост, але Франко вирішив призначити на ту посаду не професора-інтелектуала, а міністра внутрішніх справ Карлоса Аріаса Наварро, відомого прибічника «жорсткої лінії».
Після смерті Франко принц Хуан Карлос став королем. Останній ініціював призначення свого колишнього вчителя на важливі посади голови кортесів і голови Королівської ради. У той період Фернандес-Міранда став одним з головних учасників процесу демонтажу франкістської держави. Він запропонував еволюційну схему «демократичного транзиту», відповідно до якої старі закони не скасовувались, а видозмінювались в ліберальному дусі та суворій відповідності до правових норм. Як видатний діяч франкістського режиму, використовуючи свій політичний вплив, він за допомогою негласних консультацій долав опір реформам з боку крайніх консерваторів.
Він порадив королю призначити на пост прем'єр-міністра прибічника реформ Адольфо Суареса. Також Фернандес-Міранда став автором закону про політичну реформу, прийнятого кортесами та схваленого на референдумі 1976 року. Був прибічником формування в Іспанії двопартійної системи, в якій могли б діяти правоцентристська й лівоцентристська партії.
Разом з тим Фернандес-Міранда залишався політичним консерватором. Низка проектів уряду Суареса, такі як легалізація Комуністичної партії Іспанії й часткова децентралізація, спричинили його невдоволення та призвели до відставки з посту голови кортесів ще до демократичних виборів, які відбулись у червні 1977 року. Після цього до 1979 року Фернандес-Міранда був сенатором. Потім король надав йому титул герцога й нагородив орденом Золотого руна.